# Додатки вікі
Додатки вікі — набір програм, що слугують для перетворення розмітки вікі в придатне для читання подання на мові HTML і взаємодії користувача з базою даних.

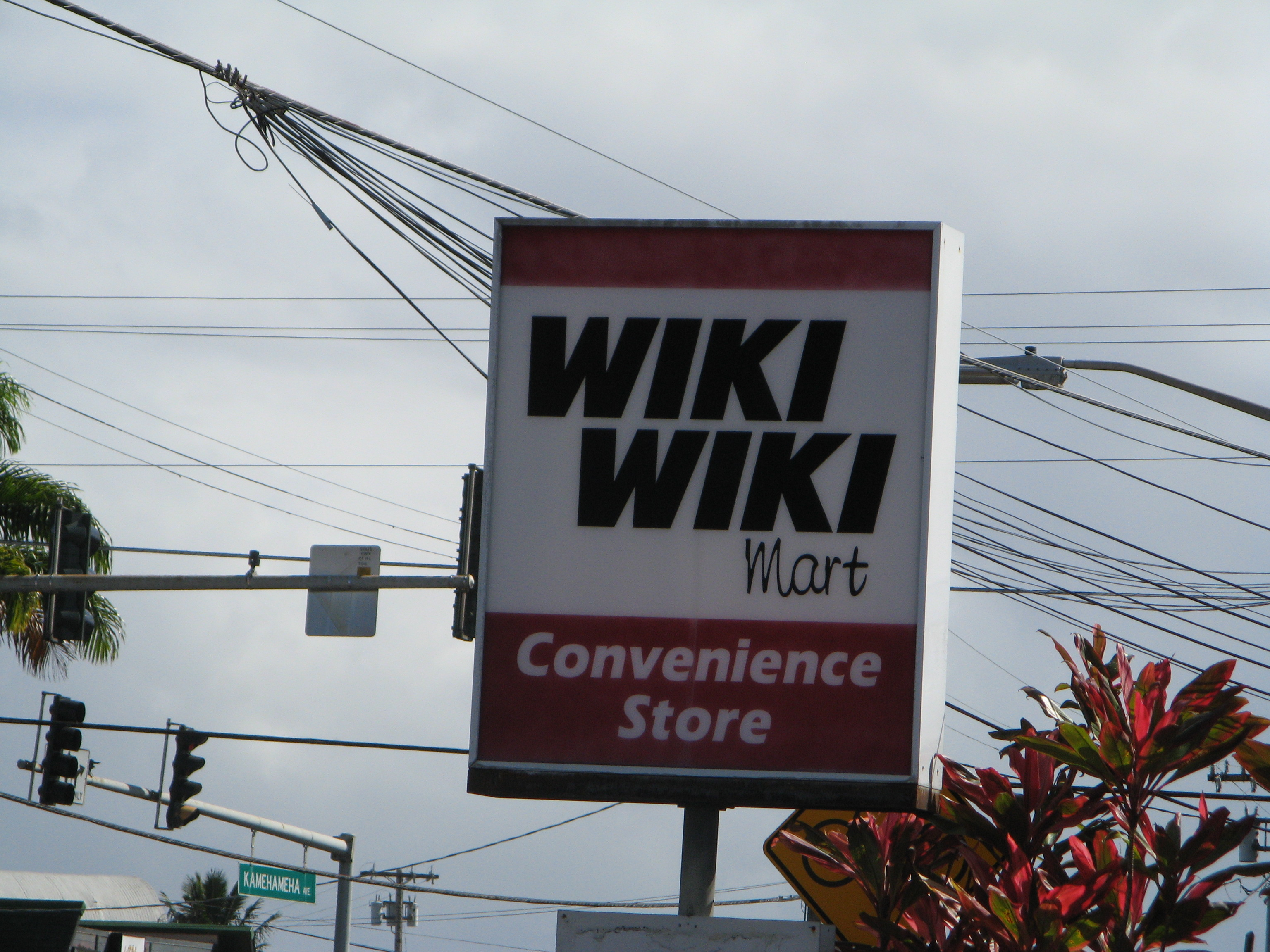
Wiki Wiki Mart

## DekiWiki
DekiWiki — вікі з відкритим кодом для організації цілей. Проект базується на МедіаВікі та його розвитку включає: Візуалізацію процесу створення сторінок (розвинутий wysiwyg-редактор), розвинутий пошук, гнучкі засоби для роботи з документами MS-Office, розробку мови для створення мешапів учасниками. Написаний на PHP, C#.

## DidiWiki
DidiWiki — дуже маленький і дуже простий вікі-додаток. Написаний на C та має вбудований http-сервер.

## DokuWiki
DokuWiki — легкий вікі-додаток, написаний на PHP, не потребує присутності бази даних (всю інформацію зберігає в файлах). З базами даних працює через плагіни, наявність в дистрибутиві файла mysql.conf.php.example говорить про можливості їх повноцінного підключення. Початково розроблявся, як додаток для створення і збереження різної документації в структурно нескладних організаціях. Повністю русифікований, використовує кодування UTF-8.
Використовується сайтом php.net

## dominoWiki
dominoWiki — OpenNTF.Org-проект вікі (англ.) для Lotus Notes/Domino

## FlexWiki
FlexWiki — .NET-вікі. Розроблений співпрацівником фірми Microsoft та широко використовується в корпорації. Вміщує такі інструменти, як простори імен (namespaces) та вбудовану мову програмування (WikiTalk).
Generic Applications Server

## HDWiki
HDWiki — HDWiki website — додаток, розроблений для найбільшої в світі китайської онлайн-енциклопедії Hudong. Цей додаток використовується щонайменше на 1000 китайських сайтах. Включає функціональність соціальних мереж (профілі, групи по інтересах, форуми).

## Instiki
Instiki — маленький вікі-додаток. Написаний на Ruby, має вбудовану базу даних і http-сервер. Розгортування на сервері в 3 кліки. Підтримується мова розмітки RedCloth.

## JSPWiki
JSPWiki — вікі-додаток, написаний на JSP.

Символ MediaWiki

## MediaWiki
MediaWiki — орієнтований на веб додатки, написаний на PHP з використанням бази даних MySQL чи PostgreSQL. Розробка фонду «Вікімедіа», що використовує його для Вікіпедії та інших своїх вікі-сторінок. Розширюється за допомогою великої кількості додаткових модулів.

## MoinMoin
MoinMoin — простий у використанні та розширюваний додаток, написаний на мові Python. Як сховище використовують файлову систему. Використовується в ряді сайтів. Підтримує ряд синтаксисів розмітки, в том числі Creole, reStructured, DocBook/XML/XSLT.

## Oddmuse
Oddmuse — додаток, написаний на мові Perl.Складається з одного скрипту, для збереження документів використовується файлова система. Веде свою історію від WikiWikiWeb.

## Open Site Code
Open Site Code — вікі-додаток, що увібрав у себе багато ідей Open Directory Project.

## PmWiki
PmWiki — невеликий, безкоштовний та дуже гнучкий вікі-додаток, написаний на PHP. Легкий в установці та супроводженні. Має добре розвинуту мову розмітки сторінок. Дозволяє працювати автономно на локальному комп'ютері з урізаним PHP 4.4 — сервером. Не потребує бази даних, всі записи зберігає в файлах. Легко розширюється за допомогою великої кількості безкоштовних плагінів (рецептів) та скінів. Розвинуті засоби доступу. Русифікований, але існують складності з пошуком по тексту в кодуванні UTF8.

## Rumba Wiki
Rumba Wiki — простий та компактний (~25 Кб) вікі-додаток з автоматичним перегортуванням сторінок, написаний на PHP. Підтримує російську мову.

## TiddlyWiki
TiddlyWiki — TiddlyWiki — вікі-органайзер, написаний на JavaScript. являє собою 1 HTML-файл, котрий всі зміни зберігає сам в собі. Для роботи потребує тільки браузер. Є русифікований варіант. Остання англомовна версія — 2.6.5.

## TWiki
TWiki — вікі-додаток на мові Perl. Орієнтований на використання в техніці. Використовується переважно як сховище стандартів і норм, системи документообороту на великих та середніх підприємствах. 27.10.2008 від проекту відділився NextWiki, який пізніше був перейменований в Foswiki.

## WakkaWiki
WakkaWiki - додатки, основані на ньому:
- WackoWiki
- WikkaWiki — вікі-додаток, написаний на PHP та продовжує розвиток припиненої розробки проекту WikiNi (англ.)

## WikidPad
WikidPad — простий вікі-додаток для персонального використання. Дозволяє створювати свою власну Вікіпедію на домашньому комп'ютері. являє собою текстовий редактор сполучений з базою даних і можливістю експорту сторінок в HTML/XML.

## WikiPad
WikiPad — простий і не великий (розміром біля 100 Кб) вікі-додаток, написаний на PHP. Вся інформація зберігається в простих текстових файлах. Додаток не потребує спеціальної установки, може легко допрацьовуватись під свої потреби, має ряд властивостей: формування статичного сайту однією кнопкою, можливість завантажувати сторінки з вікі-розміткою через FTP, а не тільки через вебінтерфейс та ін.

## ZWiki
ZWiki — багатомовний вікі-додаток для сервера додатків Zope і системи публікацій Plone

## Zen-wiki
Zen-wiki — простий вікі-додаток, написаний на python для Google_App_Engine. підтримує синтаксис Markdown та підсвітку кода. Редагувати вікі може тільки власник. Також доступний у вигляді сервісу.